# Hygrophoropsidaceae
Famille
La famille des Hygrophoropsidaceae (Hygrophoropsidacées) est une famille de champignons basidiomycètes de l'ordre des Boletales. C'est la famille de la Fausse Chanterelle (Hygrophoropsis aurantiaca).

## Liste des genres
D'après la 10e édition du Dictionary of the Fungi, (2007), cette famille est constituée de deux genres :
- Hygrophoropsis  (J. Schröt.) Maire ex Martin-Sans 1929
- Leucogyrophana  Pouzar 1958

Selon Catalogue of Life (26 mai 2013) :
- genre Hygrophoropsis
- genre Leucogyrophana

Selon NCBI (26 mai 2013) :
- genre Hygrophoropsis
  - Hygrophoropsis aurantiaca